# روي 1 ترايبلاين
روي 1 ترايبلاين (Roe I Triplane) من أوائل الطائرات التي صممها وبناها من قبل أ. ف. رو وتعد أول طائرة تستعمل مواد بريطانية خالصة إذ أن طائراته السابقة ذو السطحين استخدمت محرك فرنسي.

## المواصفات (النموذج الأول)
البيانات من Jackson 1990
الخصائص العامة
- طاقم: one
- طول: 23 قدم (7.0 م)
- باع الجناح: 20 قدم (6.1 م)
- ارتفاع: 9 قدم (2.7 م)
- مساحة الجناح: 320 قدم2 (30 م2) [2]

مساح الرفع الكلية (الأجنحة والذيل) 285 قدم مربع.
- الوزن فارغة: 300 رطل (136 كـغ)
- الوزن الإجمالي: 450 رطل (204 كـغ)
- محركات: 1 × جاي إي بريستوتش للصناعات محرك Vثنائي بتبريد هوائي, 9 حصان (6.7 كـو)
- مراوح: 4-ريشة

أداء
- السرعة القصوى: 25 ميل/س (40 كم/س؛ 22 عقدة)
- مدى: 0.3 ميل (0 nmi؛ 0 كـم)